# かなわぬ想い
「かなわぬ想い」（原題： Why Can't We Live Together）は、ティミー・トーマスが1972年に発表した楽曲。

## 概要
ティミー・トーマスは1960年代、メンフィスのゴールドワックス・レコードでソロ作品を発表するかたわら、他のアーティストのキーボード・プレイヤーとして活動を行っていた。1970年に入るとトーマスはジャマイカのミュージシャン、キング・スポーティーに誘われ、マイアミを拠点とするレーベル、TKレコードのスタジオ・ミュージシャンとして働くようになった。
やがて彼は、音楽稼業から足を洗い学校の教師になるために一から勉強し直すことを考える。より高い教育を求めマイアミで勉強しているとき、『CBSイブニングニュース』のニュースキャスターとして知られるウォルター・クロンカイトの言葉がテレビから聞こえた。「今日、3万5000人のベトコンと1万5000人のアメリカ人が死にました」
トーマスはクロンカイトの言葉に衝撃を受ける。この戦争において交渉の場はなく、膝を交えて話し合うことはできないことを悟る。そして思わず「どうして我々は共に暮らすことができないんだ？（Why can’t we live together?）」と言ったとされる。彼は曲を書き始め、マイアミのデュコフ・レコーディング・スタジオでデモ・テープを作った。TKレコードのプロデューサーのスティーヴ・アライモは、トーマスの歌とローリー・オルガン、ドラムマシン以外の音は一切入っていないデモをそのまま出すことに決め、「かなわぬ想い」は関連のグレイズ（Glades）レーベルから1972年10月にリリースされた。B面はインストゥルメンタルの「ファンキー・ミー」。また、同年発売のアルバム『Why Can't We Live Together』に収録された。
翌1973年2月10日付のビルボード・Hot 100で3位を記録。ビルボードのソウル・チャートでは2週連続で1位、全英シングルチャートでも12位を記録するなど大ヒットとなり、1973年のビルボード年間チャートの75位を記録した。シングルは200万枚以上売れた。

## カバー・バージョン
- ジミー・スミス - 『Black Smith』（1974年）に収録。
- シャーデー - 『ダイヤモンド・ライフ』（1984年）に収録。
- カイル・イーストウッド - 『From There To Here』（1998年）に収録[7]。
- ジョーン・オズボーン - 『How Sweet It Is』（2002年）に収録。
- スティーヴ・ウィンウッド - 『About Time』（2003年）に収録。
- マリア・マルダー - 『Yes We Can!』（2008年）に収録[8]。
- サンタナ - DVD『Hymns for Peace: Live at Montreux 2004』（2007年）に収録。ボーカルはスティーヴ・ウィンウッド[9]。